# Esgrima nos Jogos Olímpicos de Verão de 2020 - Qualificação
Este artigo detalha a fase de qualificação da esgrima nos Jogos Olímpicos de Verão de 2020.(As Olimpíadas foram adiadas para 2021 devido à pandemia de COVID-19). A qualificação foi primariamente baseada no ranking oficial da Federação Internacional de Esgrima (FIE), com vagas individuais também disponíveis através de torneios de qualificação zonais.
Para os eventos por equipes, 8 equipe foram qualificadas para cada competição. Cada equipe deve ser composta por três esgrimistas, com um quarto sendo o reserva. As quatro melhores equipes do ranking estarão automaticamente qualificadas. A próxima equipe de melhor posição de cada zona (África, Américas, Europa e Ásia/Oceania) também ganhará a vaga, contanto que esteja entre as 16 melhores do ranking. Se uma zona não tiver equipes dentro desse critério, a nação de melhor posição no ranking ainda não qualificada será selecionada, independentemente da zona.
Para os eventos individuais, os três esgrimistas da equipe qualificada estarão automaticamente aptos a participar. Outras seis vagas serão distribuídas baseadas no ranking (ignorando esgrimistas de nações com equipes já qualificadas, e considerando apenas o melhor esgrimista de cada nação): os 2 melhores da Europa e da Ásia/Oceania, além do melhor da África e das Américas. Quatro outras vagas (uma por zona) serão entregues através de torneios de qualificação zonais; apenas nações sem um esgrimista qualificado para determinado evento poderá disputar a vaga para este evento nos torneios de qualificação zonal.
O país-sede recebeu oito vagas para atletas individuais, além daqueles qualificados pelo mecanismo acima, respeitando a cota máxima de atletas por nação (três por arma). Se o número suficiente de vagas for utilizado para totalizar em 3 o número de participantes em um evento individual, o país-sede também poderá participar do correspondente evento por equipe, trazendo o número de equipes para nove. Se houver vagas não utilizadas pelo país-sede, estas serão distribuídas pela FIE pelo critério de universalidade e pela Comissão Tripartite.

## Linha do tempo
| Evento                                | Data                     | Local    |
| ------------------------------------- | ------------------------ | -------- |
| Ranking oficial da FIE                | 5 de abril de 2021       | —        |
| Qualificatório Zonal - África         | 23 de abril de 2021      | Cairo    |
| Qualificatório Zonal - Europa         | 24 e 25 de abril de 2021 | Madri    |
| Qualificatório Zonal - Ásia e Oceania | 25 e 26 de abril de 2021 | Tashkent |
| Qualificatório Zonal - América        | 1 e 2 de maio de 2021    | San José |

## Sumário de qualificação
| Nação               | Masculino  | Masculino  | Masculino  | Masculino | Masculino | Masculino | Feminino   | Feminino   | Feminino   | Feminino | Feminino | Feminino | Total |
| Nação               | Individual | Individual | Individual | Equipe    | Equipe    | Equipe    | Individual | Individual | Individual | Equipe   | Equipe   | Equipe   | Total |
| Nação               | Espada     | Florete    | Sabre      | Espada    | Florete   | Sabre     | Espada     | Florete    | Sabre      | Espada   | Florete  | Sabre    | Total |
| ------------------- | ---------- | ---------- | ---------- | --------- | --------- | --------- | ---------- | ---------- | ---------- | -------- | -------- | -------- | ----- |
| GER Alemanha        |            | 3          | 3          |           | Yes       | Yes       |            | 1          |            |          |          |          | 7     |
| ALG Argélia         |            | 1          | 1          |           |           |           |            | 1          | 1          |          |          |          | 4     |
| ARG Argentina       |            |            |            |           |           |           |            |            | 1          |          |          |          | 1     |
| AZE Azerbaijão      |            |            |            |           |           |           |            |            | 1          |          |          |          | 1     |
| BRA Brasil          |            | 1          |            |           |           |           | 1          |            |            |          |          |          | 2     |
| CAN Canadá          | 1          | 3          | 1          |           | Yes       |           |            | 3          | 1          |          | Yes      |          | 9     |
| KAZ Cazaquistão     | 1          |            |            |           |           |           |            |            |            |          |          |          | 1     |
| CHI Chile           |            |            |            |           |           |           |            | 1          |            |          |          |          | 1     |
| CHN China           | 3          | 1          | 1          | Yes       |           |           | 3          | 1          | 3          | Yes      |          | Yes      | 12    |
| COL Colômbia        |            |            |            |           |           |           |            | 1          |            |          |          |          | 1     |
| KOR Coreia do Sul   | 3          | 1          | 3          | Yes       |           | Yes       | 3          | 1          | 3          | Yes      |          | Yes      | 14    |
| EGY Egito           | 1          | 3          | 3          |           | Yes       | Yes       |            | 3          | 1          |          | Yes      |          | 11    |
| ESP Espanha         |            | 1          |            |           |           |           |            |            |            |          |          |          | 1     |
| USA Estados Unidos  | 3          | 3          | 3          | Yes       | Yes       | Yes       | 3          | 3          | 3          | Yes      | Yes      | Yes      | 18    |
| EST Estônia         |            |            |            |           |           |           | 3          |            |            | Yes      |          |          | 3     |
| FRA França          | 3          | 3          | 1          | Yes       | Yes       |           | 1          | 3          | 3          |          | Yes      | Yes      | 14    |
| GEO Geórgia         |            |            | 1          |           |           |           |            |            |            |          |          |          | 1     |
| GBR Grã-Bretanha    |            | 1          |            |           |           |           |            |            |            |          |          |          | 1     |
| GRE Grécia          |            |            |            |           |           |           |            |            | 1          |          |          |          | 1     |
| HKG Hong Kong       |            | 3          |            |           | Yes       |           | 3          |            |            | Yes      |          |          | 6     |
| HUN Hungria         | 1          |            | 3          |           |           | Yes       |            | 3          | 3          |          | Yes      | Yes      | 10    |
| IND Índia           |            |            |            |           |           |           |            |            | 1          |          |          |          | 1     |
| IRI Irã             |            |            | 3          |           |           | Yes       |            |            |            |          |          |          | 3     |
| ITA Itália          | 3          | 3          | 3          | Yes       | Yes       | Yes       | 3          | 3          | 3          | Yes      | Yes      | Yes      | 18    |
| JPN Japão           | 3          | 3          | 3          | Yes       | Yes       | Yes       | 1          | 3          | 3          |          | Yes      | Yes      | 16    |
| MAR Marrocos        | 1          |            |            |           |           |           |            |            |            |          |          |          | 1     |
| MEX México          |            | 1          |            |           |           |           |            |            |            |          |          |          | 1     |
| NED Países Baixos   | 1          |            |            |           |           |           |            |            |            |          |          |          | 1     |
| PER Peru            |            |            |            |           |           |           | 1          |            |            |          |          |          | 1     |
| POL Polônia         |            |            |            |           |           |           | 3          | 1          |            | Yes      |          |          | 4     |
| KGZ Quirguistão     | 1          |            |            |           |           |           |            |            |            |          |          |          | 1     |
| CZE República Checa | 1          | 1          |            |           |           |           |            |            |            |          |          |          | 2     |
| ROU Romênia         |            |            | 1          |           |           |           | 1          |            |            |          |          |          | 2     |
| RUS Rússia          | 3          | 3          | 3          | Yes       | Yes       | Yes       | 3          | 3          | 3          | Yes      | Yes      | Yes      | 18    |
| SEN Senegal         |            |            |            |           |           |           | 1          |            |            |          |          |          | 1     |
| SGP Singapura       |            |            |            |           |           |           | 1          | 1          |            |          |          |          | 2     |
| SUI Suíça           | 3          |            |            | Yes       |           |           |            |            |            |          |          |          | 3     |
| TUN Tunísia         |            | 1          | 1          |           |           |           | 1          | 1          | 3          |          |          | Yes      | 7     |
| TUR Turquia         |            |            |            |           |           |           |            | 1          |            |          |          |          | 1     |
| UKR Ucrânia         | 3          |            |            | Yes       |           |           | 1          |            | 1          |          |          |          | 5     |
| UZB Uzbequistão     |            |            | 1          |           |           |           | 1          |            | 1          |          |          |          | 3     |
| VEN Venezuela       | 1          |            | 1          |           |           |           |            |            |            |          |          |          | 2     |
| Total: 42 CONs      | 36         | 36         | 36         | 9         | 9         | 9         | 34         | 34         | 36         | 8        | 8        | 9        | 212   |

## Eventos masculinos

### Espada individual
| Critério                           | Vagas | Esgrimista qualificado |
| ---------------------------------- | ----- | --- |
| Membros de equipes qualificadas    | 24    | FRA Yannick Borel FRA Alexandre Bardenet FRA Daniel Jerent ITA Andrea Santarelli ITA Enrico Garozzo ITA Marco Fichera UKR Bogdan Nikishin UKR Ihor Reizlin UKR Roman Svichkar SUI Max Heinzer SUI Benjamin Steffen SUI Michele Niggeler KOR Kweon Young-jun KOR Ma Se-geon KOR Park Sang-young USA Jacob Hoyle USA Curtis McDowald USA Yeisser Ramirez RUS Sergey Bida RUS Pavel Sukhov RUS Sergey Khodos CHN Dong Chao CHN Lan Minghao CHN Wang Zijie |
| Top 2 da Ásia e Oceania no ranking | 2     | JPN Masaru Yamada KAZ Ruslan Kurbanov |
| Top 1 da África no ranking         | 1     | MAR Houssam El-Kord |
| Top 1 da América no ranking        | 1     | VEN Rubén Limardo |
| Top 2 da Europa no ranking         | 2     | HUN Gergely Siklósi NED Bas Verwijlen |
| Torneio zonal: Ásia e Oceania      | 1     | KGZ Roman Petrov |
| Torneio zonal: África              | 1     | EGY Mohamed El-Sayed |
| Torneio zonal: América             | 1     | CAN Marc-Antoine Blais-Belanger |
| Torneio zonal: Europa              | 1     | CZE Jakub Jurka |
| Opção do país-sede                 | 2     | JPN Kazuyasu Minobe JPN Koki Kano |
| Total                              | 36    | |

### Espada por equipes
| Critério                                          | Vagas | Equipes qualificadas                        |
| ------------------------------------------------- | ----- | ------------------------------------------- |
| Quatro primeiros do ranking por equipes da FIE    | 4     | FRA França ITA Itália UKR Ucrânia SUI Suíça |
| Melhor equipe da Ásia e Oceania nas posições 5–16 | 1     | KOR Coreia do Sul                           |
| Melhor equipe da América nas posições 5–16        | 1     | USA Estados Unidos                          |
| Melhor equipe da Europa nas posições 5–16         | 1     | RUS Rússia                                  |
| Realocação de vaga não utilizada                  | 1     | CHN China                                   |
| Opção do país-sede                                | 1     | JPN Japão                                   |
| Total                                             | 9     |                                             |

### Florete individual
| Critério                           | Vagas | Esgrimista qualificado |
| ---------------------------------- | ----- | --- |
| Membros de equipes qualificadas    | 24    | USA Nick Itkin USA Alexander Massialas USA Gerek Meinhardt FRA Enzo Lefort FRA Julien Mertine FRA Maxime Pauty ITA Daniele Garozzo ITA Alessio Foconi ITA Andrea Cassara RUS Kirill Borodachev RUS Anton Borodachev RUS Vladislav Mylnikov HKG Cheung Ka Long HKG Ryan Choi HKG Cheung Siu Lun EGY Alaaeldin Abouelkassem EGY Mohamed Essam EGY Mohamed Hamza CAN Maximilien Van Haaster CAN Alex Cai CAN Eli Schenkel GER Peter Joppich GER Benjamin Kleibrink GER André Sanita |
| Top 2 da Ásia e Oceania no ranking | 2     | JPN Takahiro Shikine KOR Lee Kwang-hyun |
| Top 1 da África no ranking         | 1     | TUN Mohamed Samandi |
| Top 1 da América no ranking        | 1     | BRA Guilherme Toldo |
| Top 2 da Europa no ranking         | 2     | GBR Marcus Mepstead ESP Carlos Llavador |
| Torneio zonal: Ásia e Oceania      | 1     | CHN Huang Mengkai |
| Torneio zonal: África              | 1     | ALG Salim Heroui |
| Torneio zonal: América             | 1     | MEX Diego Cervantes |
| Torneio zonal: Europa              | 1     | CZE Alexander Choupenitch |
| Opção do país-sede                 | 2     | JPN Toshiya Saito JPN Kyosuke Matsuyama |
| Total                              | 36    | |

### Florete por equipes
| Critério                                          | Vagas | Equipes qualificadas                                |
| ------------------------------------------------- | ----- | --------------------------------------------------- |
| Quatro primeiros do ranking por equipes da FIE    | 4     | USA Estados Unidos FRA França ITA Itália RUS Rússia |
| Melhor equipe da Ásia e Oceania nas posições 5–16 | 1     | HKG Hong Kong                                       |
| Melhor equipe da África nas posições 5–16         | 1     | EGY Egito                                           |
| Melhor equipe da América nas posições 5–16        | 1     | CAN Canadá                                          |
| Melhor equipe da Europa nas posições 5–16         | 1     | GER Alemanha                                        |
| Opção do país-sede                                | 1     | JPN Japão                                           |
| Total                                             | 9     |                                                     |

### Sabre individual
| Critério                           | Vagas | Esgrimista qualificado |
| ---------------------------------- | ----- | --- |
| Membros de equipes qualificadas    | 24    | KOR Gu Bon-gil KOR Kim Jung-hwan KOR Oh Sang-uk ITA Luca Curatoli ITA Luigi Samele ITA Enrico Berre HUN Áron Szilágyi HUN András Szatmári HUN Csanád Gémesi GER Benedikt Wagner GER Max Hartung GER Matyas Szabo IRI Mojtaba Abedini IRI Ali Pakdaman IRI Mohammad Rahbari EGY Mohamed Amer EGY Ziad El-Sissy EGY Mohab Samer USA Eli Dershwitz USA Daryl Homer USA Andrew Mackiewicz RUS Kamil Ibragimov RUS Konstantin Lokhanov RUS Veniamin Reshetnikov |
| Top 2 da Ásia e Oceania no ranking | 2     | CHN Xu Yingming JPN Kento Yoshida |
| Top 1 da África no ranking         | 1     | TUN Farès Ferjani |
| Top 1 da América no ranking        | 1     | CAN Shaul Gordon |
| Top 2 da Europa no ranking         | 2     | FRA Boladé Apithy GEO Sandro Bazadze |
| Torneio zonal: Ásia e Oceania      | 1     | UZB Sherzod Mamutov |
| Torneio zonal: África              | 1     | ALG Akram Bounabi |
| Torneio zonal: América             | 1     | VEN José Quintero |
| Torneio zonal: Europa              | 1     | ROU Iulian Teodosiu |
| Opção do país-sede                 | 2     | JPN Kaito Streets JPN Tomohiro Shimamura |
| Total                              | 36    | |

### Sabre por equipes
| Critério                                          | Vagas | Equipes qualificadas                                  |
| ------------------------------------------------- | ----- | ----------------------------------------------------- |
| Quatro primeiros do ranking por equipes da FIE    | 4     | KOR Coreia do Sul HUN Hungria ITA Itália GER Alemanha |
| Melhor equipe da Ásia e Oceania nas posições 5–16 | 1     | IRI Irã                                               |
| Melhor equipe da África nas posições 5–16         | 1     | EGY Egito                                             |
| Melhor equipe da América nas posições 5–16        | 1     | USA Estados Unidos                                    |
| Melhor equipe da Europa nas posições 5–16         | 1     | RUS Rússia                                            |
| Opção do país-sede                                | 1     | JPN Japão                                             |
| Total                                             | 9     |                                                       |

## Eventos femininos

### Espada individual
| Critério                           | Vagas | Esgrimista qualificada |
| ---------------------------------- | ----- | --- |
| Membros de equipes qualificadas    | 24    | CHN Lin Sheng CHN Sun Yiwen CHN Zhu Mingye POL Aleksandra Jarecka POL Renata Knapik-Miazga POL Ewa Trzebinska RUS Violetta Kolobova RUS Aizanat Murtazaeva RUS Yulia Lichagina KOR Choi In-jeong KOR Kang Young-mi KOR Song Se-ra HKG Kaylin Hsieh HKG Vivian Kong HKG Coco Lin USA Katharine Holmes USA Courtney Hurley USA Kelley Hurley ITA Rossella Fiamingo ITA Mara Navarria ITA Federica Isola EST Julia Beljajeva EST Erika Kirpu EST Katrina Lehis |
| Top 2 da Ásia e Oceania no ranking | 2     | JPN Nozomi Sato UZB Malika Khakimova |
| Top 1 da África no ranking         | 1     | TUN Sarra Besbes |
| Top 1 da América no ranking        | 1     | BRA Nathalie Moellhausen |
| Top 2 da Europa no ranking         | 2     | ROM Ana Maria Popescu FRA Coraline Vitalis |
| Torneio zonal: Ásia e Oceania      | 1     | SGP Kiria Tikanah |
| Torneio zonal: África              | 1     | SEN Ndeye Binta Diongue |
| Torneio zonal: América             | 1     | PER María Luisa Doig |
| Torneio zonal: Europa              | 1     | UKR Olena Kryvytska |
| Total                              | 34    | |

### Espada por equipes
| Critério                                          | Vagas | Equipes qualificadas                               |
| ------------------------------------------------- | ----- | -------------------------------------------------- |
| Quatro primeiros do ranking por equipes da FIE    | 4     | CHN China POL Polônia RUS Rússia KOR Coreia do Sul |
| Melhor equipe da Ásia e Oceania nas posições 5–16 | 1     | HKG Hong Kong                                      |
| Melhor equipe da América nas posições 5–16        | 1     | USA Estados Unidos                                 |
| Melhor equipe da Europa nas posições 5–16         | 1     | ITA Itália                                         |
| Realocação de vaga não utilizada                  | 1     | EST Estônia                                        |
| Total                                             | 8     |                                                    |

### Florete individual
| Critério                           | Vagas | Esgrimista qualificada |
| ---------------------------------- | ----- | --- |
| Membros de equipes qualificadas    | 24    | RUS Inna Deriglazova RUS Adelina Zagidullina RUS Larisa Korobeynikova ITA Martina Batini ITA Arianna Errigo ITA Alice Volpi FRA Ysaora Thibus FRA Pauline Ranvier FRA Anita Blaze USA Jacqueline Dubrovich USA Lee Kiefer USA Nicole Ross JPN Sera Azuma JPN Yuka Ueno JPN Rio Azuma CAN Jessica Guo CAN Eleanor Harvey CAN Kelleigh Ryan HUN Fanni Kreiss HUN Flóra Pásztor HUN Kata Kondricz EGY Noha Hany EGY Yara Elsharkawy EGY Noura Mohamed |
| Top 2 da Ásia e Oceania no ranking | 2     | KOR Jeon Hee-sook CHN Chen Qingyuan |
| Top 1 da África no ranking         | 1     | TUN Inès Boubakri |
| Top 1 da América no ranking        | 1     | COL Saskia Loretta van Erven Garcia |
| Top 2 da Europa no ranking         | 2     | GER Leonie Ebert TUR İrem Karamete |
| Torneio zonal: Ásia e Oceania      | 1     | SGP Amita Berthier |
| Torneio zonal: África              | 1     | ALG Meriem Mebarki |
| Torneio zonal: América             | 1     | CHI Katina Proestakis |
| Torneio zonal: Europa              | 1     | POL Martyna Jelińska |
| Total                              | 34    | |

### Florete por equipes
| Critério                                          | Vagas | Equipes qualificadas                                |
| ------------------------------------------------- | ----- | --------------------------------------------------- |
| Quatro primeiros do ranking por equipes da FIE    | 4     | RUS Rússia ITA Itália FRA França USA Estados Unidos |
| Melhor equipe da Ásia e Oceania nas posições 5–16 | 1     | JPN Japão                                           |
| Melhor equipe da África nas posições 5–16         | 1     | EGY Egito                                           |
| Melhor equipe da América nas posições 5–16        | 1     | CAN Canadá                                          |
| Melhor equipe da Europa nas posições 5–16         | 1     | HUN Hungria                                         |
| Total                                             | 8     |                                                     |

### Sabre individual
| Critério                           | Vagas | Esgrimista qualificada |
| ---------------------------------- | ----- | --- |
| Membros de equipes qualificadas    | 24    | RUS Sofya Velikaya RUS Sofia Pozdniakova RUS Olga Nikitina ITA Martina Criscio ITA Rossella Gregorio ITA rene Vecchi FRA Cecilia Berder FRA Manon Brunet FRA Charlotte Lembach KOR Choi Sooyeon KOR Kim Jiyeon KOR Yoon Jisu CHN Qian Jiarui CHN Shao Yaqi CHN Yang Hengyu TUN Nadia Ben Azizi TUN Amira Ben Chaabane TUN Yasmine Daghfous USA Eliza Stone USA Dagmara Wozniak USA Mariel Zagunis HUN Anna Márton HUN Liza Pusztai HUN Renáta Katona |
| Top 2 da Ásia e Oceania no ranking | 2     | IND C. A. Bhavani Devi JPN Misaki Emura |
| Top 1 da África no ranking         | 1     | EGY Nada Hafez |
| Top 1 da América no ranking        | 1     | CAN Gabriella Page |
| Top 2 da Europa no ranking         | 2     | GRE Theodora Gkountoura UKR Olha Kharlan |
| Torneio zonal: Ásia e Oceania      | 1     | UZB Zaynab Dayibekova |
| Torneio zonal: África              | 1     | ALG Kaouther Mohamed Belkebir |
| Torneio zonal: América             | 1     | ARG María Belén Pérez Maurice |
| Torneio zonal: Europa              | 1     | AZE Anna Bashta |
| Opção do país-sede                 | 2     | JPN Chika Aoki JPN Norika Tamura |
| Total                              | 36    | |

### Sabre por equipes
| Critério                                          | Vagas | Equipes qualificadas                               |
| ------------------------------------------------- | ----- | -------------------------------------------------- |
| Quatro primeiros do ranking por equipes da FIE    | 4     | RUS Rússia ITA Itália FRA França KOR Coreia do Sul |
| Melhor equipe da Ásia e Oceania nas posições 5–16 | 1     | CHN China                                          |
| Melhor equipe da África nas posições 5–16         | 1     | TUN Tunísia                                        |
| Melhor equipe da América nas posições 5–16        | 1     | USA Estados Unidos                                 |
| Melhor equipe da Europa nas posições 5–16         | 1     | HUN Hungria                                        |
| Opção do país-sede                                | 1     | JPN Japão                                          |
| Total                                             | 9     |                                                    |